# Greigia sylvicola
Greigia sylvicola là một loài thực vật có hoa trong họ Bromeliaceae. Loài này được Standl. mô tả khoa học đầu tiên năm 1927.